# Potato-Spindle-Tuber-Viroid
Das Potato Spindle Tuber Viroid (PSTVd, selten als Kartoffelspindelknollen-Viroid bezeichnet) ist ein Krankheitserreger bei Pflanzen und gehört zu den Viroiden. Als solches hat der Erreger weder eine Hülle noch Proteinstrukturen, sondern besteht lediglich aus einem nackten Molekül RNA, das durch spezifische Faltung und Ausbildung von Haarnadelstrukturen gegen überall gegenwärtige RNasen resistent ist.

## Wirken
Das PSTVd befällt Kartoffelpflanzen und verursacht bei ihnen die Pflanzenkrankheit Spindelknollensucht, einen durch die Krankheit bedingten typisch spindelförmigen Wuchs der Kartoffelknollen. Die Mechanismen der Infektiosität und der Pathogenität sind bis jetzt noch nicht bekannt.
Das PSTVd wurde 1971 von Theodor O. Diener am Plant Virology Laboratory, United States Department of Agriculture, Beltsville, Maryland, entdeckt und charakterisiert.

## Genomsequenz des PSTVd
Das PSTVd besteht aus 359 Ribonukleotiden und hat folgende Sequenz:
| 1 CGGAACUAAA CUCGUGGUUC CUGUGGUUCA CACCUGACCU CCUGAGCAGA AAAGAAAAAA 61 GAAGGCGGCU CGGAGGAGCG CUUCAGGGAU CCCCGGGGAA ACCUGGAGCG AACUGGCAAA 121 AAAGGACGGU GGGGAGUGCC CAGCGGCCGA CAGGAGUAAU UCCCGCCGAA ACAGGGUUUU 181 CACCCUUCCU UUCUUCGGGU GUCCUUCCUC GCGCCCGCAG GACCACCCCU CGCCCCCUUU 241 GCGCUGUCGC UUCGGCUACU ACCCGGUGGA AACAACUGAA GCUCCCGAGA ACCGCUUUUU 301 CUCUAUCUUA CUUGCUUCGG GGCGAGGGUG UUUAGCCCUU GGAACCGCAG UUGGUUCCU |

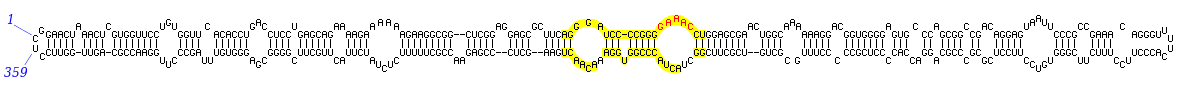
Sekundärstruktur der PSTVd-RNA